# 斯滕韦克站
斯滕韦克站是法国的一个铁路乘降所，位于法国北部城市斯滕韦克。

## 位置
斯滕韦克站位于斯滕韦克市区的西南部，省道D38线的铁路平交道口西侧。车站大致呈东南-西北走向，由道口两端进入站台。原有站房位于铁路线东北侧，现已废弃。

## 停靠线路
以下列车线路在斯滕韦克站停靠：
| 斯滕韦克站列车线路表          |                     |        |                   |              |
| 线路                          | 车种                | 上一站 | 下一站            | 大致运行频率 |
| 里尔—阿兹布鲁克/加来/敦刻尔克 | TER Hauts-de-France | 涅普   | 拜约勒/阿兹布鲁克 | 每天20趟左右 |
| 1.                            |                     |        |                   |              |

## 配套交通

### 长途客车
| 停靠斯滕韦克站的长途客车 |                            |                                                                |
| 上下车地点               | 运营单位                   | 主要目的地                                                     |
| 斯滕韦克站 附近          | 诺尔省城际客运 Arc en Ciel | 108 阿尔芒蒂耶尔 · 涅普 · 圣让卡佩勒 · 贝尔滕 · 博舍普         |
| 斯滕韦克站 附近          | SNCF                       | 当铁路线施工或罢工时，SNCF可能会提供途径该线路沿途站点的大巴车 |
| 1. 2. 3.                 |                            |                                                                |

### 城市公共交通
斯滕韦克站附近暂无城市公共交通线路。

## 临近车站
| 斯滕韦克站（Gare de Steenwerck） |                |                  |
| 上行车站                         | 线路           | 下行车站         |
| 涅普站 3.5km ←                   | 里尔－加来铁路 | 拜约勒站 → 4.2km |
| - 本表仅显示运营中的线路及车站   |                |                  |